# Elisabeth Kulmann

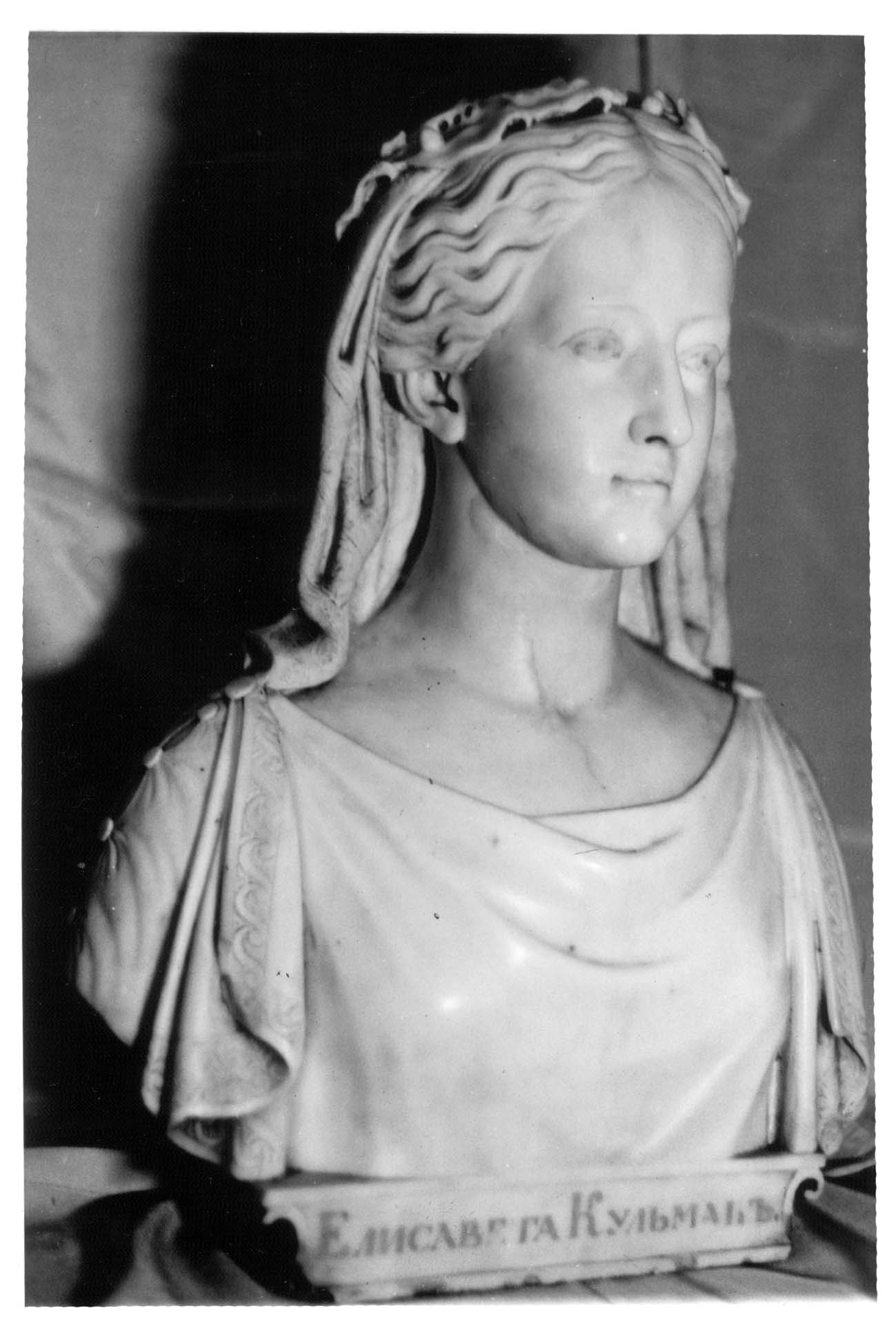
Elisabeth Kulmann

Elisabeth Kulmann, z rosyjskiego Елисавета Борисовна Кульман/Jelissaweta Borissowna Kulman (ur. 17 lipca 1808 w Sankt Petersburgu, zm. 1 grudnia 1825, tamże), rosyjsko-niemiecka poliglotka, poetka, tłumaczka.

## Życiorys
Córka Borisa Fiodorowicza Kulmanna, Rosjanina niemieckiego (alzackiego) pochodzenia i Niemki, Marii z domu Rosenberg. Ojciec był urzędnikiem i emerytowanym kapitanem. Zmarł gdy Elisabeth była małą dziewczynką, pozostawiając wdowę i dziewięcioro dzieci w biedzie. Elisabeth wcześnie okazała niezwykłe zdolności językowe, osiągając dwujęzyczność rosyjsko-niemiecką w wieku sześciu lat. Karl Friedrich von Großheinrich, przyjaciel rodziny, kontynuował edukację językową dziewczyny, która w wieku 15 lat płynnie operowała językiem francuskim, włoskim, angielskim, hiszpańskim, portugalskim i współczesną greką. Elisabeth opanowała również łacinę, klasyczną grekę i staarocerkiewnosłowiański.
Pierwsze wiersze Kulmann ukazały się w wieku jedenastu lat. Pisała je po niemiecku; później tworzyła w swoich pozostałych ulubionych językach: po rosyjsku i włosku. Zajmowała się również tłumaczeniem – mając 12 lat przetłumaczyła dzieła starożytnego greckiego poety Anakreonta na osiem języków. Na krótko przed śmiercią tłumaczyła też w bezsenne noce współczesne greckie pieśni ludowe na niemiecki. Ze szczególnym upodobaniem poświęciła się jednak studiowaniu poezji helleńskiej.
Kiedy w listopadzie 1824 roku Sankt Petersburg nawiedziła poważna powódź, zapadła na suchoty. Chociaż nadal była aktywna jako pisarka (leżąc w łóżku napisała: Stjichotworenija Berenikje i Wołoszebnaja łampada), zmarła około rok później w wieku zaledwie 17 lat w swoim rodzinnym mieście. W ciągu sześciu lat napisała ponad 100 000 wersów poezji, różnej jakości. Na miejscowym cmentarzu smoleńskim jej miejsce spoczynku zdobi pomnik z marmuru kararyjskiego podarowany przez cesarzową Aleksandrę Fiodorownę i Wielką Księżną Helenę Pawłowną. Wyryte są na nim uroczyste napisy w jedenastu językach, którymi posługiwała się Kulmann.
Rosyjska Akademia Nauk opublikowała wiersze Kulmann po rosyjsku w trzech tomach (Petersburg 1833). Zbiór poezji po niemiecku został wydany w 1857 roku, a wybór jej utworów został opublikowany w Heidelbergu w 1875 roku, a wydanie jej włoskich wierszy Saggi poetici w Mediolanie w 1847 roku.